# Maria Lúcia Garcia Pallares-Burke

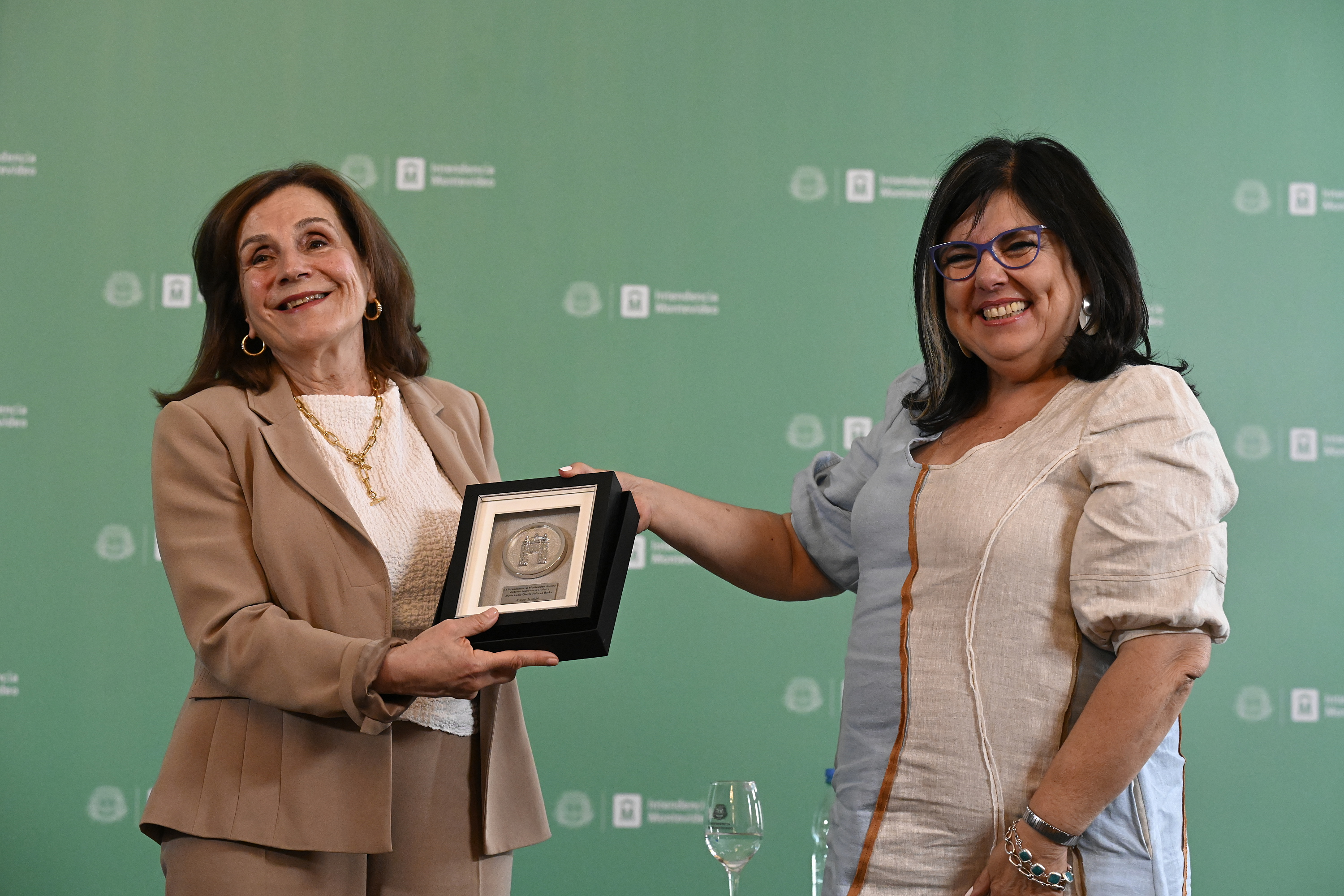
Declaração de visitante ilustre de Montevideo a Maria Lúcia García Pallares-Burke. (Maria Lúcia à esquerda)

Maria Lúcia Garcia Pallares-Burke (São Paulo, 1946), é uma historiadora e pesquisadora brasileira associada, desde o ano 2000, ao Centre of Latin American Studies da Universidade de Cambridge. Seu trabalho de pesquisa começa na história cultural do Iluminismo europeu e na sua recepção na América Latina e, de forma mais geral, na circulação e recepção de ideias nos contextos europeu e latino-americano . Maria Lúcia também é referência no campo de pensamento social no Brasil, cujos trabalhos versam sobre pensadores como Gilberto Freyre, Rüdiger Bilden e Anísio Teixeira.

## Trajetória acadêmica
Maria Lúcia nasceu em São Paulo capital, no ano de 1946, e tem ascendência italiana por parte da família materna, com seu avô sendo originário da Toscana e sua avó de Salerno. Possui descendência uruguaia por parte da família paterna, com raízes espanholas da Catalunha. 
Antes de ingressar no ensino superior, Maria estudou exclusivamente no Instituto de Educação Caetano de Campos, uma escola-modelo na capital paulistana, onde começou aos 3 anos de idade, pois sua mãe era professora na instituição. Maria Lúcia é poliglota, falando seis (6) idiomas, sendo eles: português, inglês, alemão, francês, espanhol e italiano.
Aos 17 anos, Maria Lúcia foi estudar nos Estados Unidos, na cidade de Newcastle, na Pensilvânia, com uma bolsa de estudos. Após um ano nos EUA,  ela retornou ao Brasil e prestou vestibular na Universidade de São Paulo (USP), para o curso de pedagogia, graduando-se no ano de 1969. Em 1975 defendeu sua tese de mestrado e em 1986, seu doutorado, ambos pela USP. Três anos após defender seu doutorado no Brasil, Maria Lúcia defendeu seu pós-doutorado na University of Cambridge, em 1989, e atuou como professora na Faculdade de Educação da Universidade de São Paulo. Produziu a obra Repensando os Trópicos: um retrato intelectual de Gilberto Freyre com o seu esposo, Peter Burke, em 2009. 

## Contribuições historiográficas
O trabalho de Pallares-Burke abrange uma ampla gama de temas, com foco especial nos estudos da circulação e recepção de ideias nos contextos europeu e latino-americano. Sua pesquisa aprofundada sobre importantes pensadores, como Gilberto Freyre, Rüdiger Bilden e Anísio Teixeira, revela sua dedicação à compreensão da história intelectual e social do Brasil.
Uma das obras mais celebradas de Pallares-Burke é Gilberto Freyre: um vitoriano nos trópicos,publicada pela Editora UNESP. Este livro recebeu o Prêmio Senador José Ermírio de Morais da Academia Brasileira de Letras em 2006 e o Prêmio Jabuti, também em 2006, promovido pela Câmara Brasileira do Livro (CBL), em sua 48ª edição, sendo reconhecido como uma análise da trajetória intelectual de Gilberto Freyre.
Fruto de sua dissertação de mestrado na Universidade de São Paulo (USP), em 1988, Maria Lúcia produziu o seu primeiro livro intitulado Anísio Teixeira: formação e primeiras realizações. Em 1995, como resultado de seu doutorado na USP, produziu o livro The Spectator, o teatro das luzes: diálogo e imprensa no século XVIII, que trata sobre um jornal inglês do século XVIII, o Spectator, marcando o início de sua carreira acadêmica. O livro mais recente publicado pela historiadora é O triunfo do fracasso: Rüdiger Bilden, o amigo esquecido de Gilberto Freyre, produzido em 2009.

## Prêmios
- Prêmio Senador José Ermírio de Morais [11]
- Prêmio Jabuti (2006)[12]

## Obras publicadas
- Anísio Teixeira: formação e primeiras realizações, Editora Feusp, 1988.[8]

- Producing and reproducing women: an anglo-brazilian case from the early 19 th century, Editora Centro de Estudos Latino-Americanos da Universidade de Cambridge, 1993.[13]
- The Spectator, o teatro das luzes: diálogo e imprensa no século XVIII, Editora HUCITEC, 1995.[9]
- Nísia Floresta, O carapuceiro e outros ensaios de tradução cultural, Editora HUCITEC, 1996.[14]
- As muitas faces da história: nove entrevistas, Editora Unesp, 2000.[15]
- Gilberto Freyre: um vitoriano dos trópicos, Editora Unesp 2005.[7]
- Gilberto Freyre: Social Theory in the Tropics, Editora Peter Lang Oxford, 2008.[16]
- Repensando os trópicos: um retrato intelectual de Gilberto Freyre, Editora Unesp, 2009.[6]
- O triunfo do fracasso: Rüdiger Bilden, o amigo esquecido de Gilberto Freyre, Editora Unesp, 2012.[10]